# بخش کتک
بخش کتک (اوریه: କଟକ ଜିଲା، هندی: कटक ज़िला، انگلیسی: Cuttack district) یک بخش در هند است که در اودیشا واقع شده‌است. بخش کتک ۳٬۹۳۲ کیلومتر مربع مساحت و ۲٬۶۱۸٬۷۰۸ نفر جمعیت دارد.